# Tambaú (praia)
Tambaú é uma praia urbana situada no bairro homônimo em João Pessoa, no estado da Paraíba. Com 1,2 km de extensão, é composta de areia batida e fina, com águas de cor verde-azuladas. Ë o ponto de partida a Picãozinho, ponto turístico de beleza natural.

## Facilidades
Em suas areias está o Tambaú Hotel, que foi construído em forma circular e é considerado o hotel mais pitoresco de João Pessoa. Possui quadra de tênis, bar, restaurante, salão de convenções e uma galeria com cinema e lojas. Foi inaugurado em setembro de 1971.
Próximo ao Tambaú Hotel, situa-se o Mercado de Artesanato Paraibano (MAP), construído em estilo colonial, numa área de, aproximadamente, 6.100 m². Foi inaugurado em 1990 e apresenta lojas de produtos regionais como rendas, crochês, tapeçarias, pintura, couro, batik, entre outras, além de lanchonetes, agência dos correios e uma central de telefonia.
A feirinha de Tambaú, teve a sua formação decorrente do movimento noturno em torno da lanchonete «A Nutritiva», na quadra fronteiriça ao Tambaú Hotel. Uma área urbanizada privilegiada que é ponto de encontro de artistas, intelectuais e estudantes

## Píer
A praia possuía um píer, que era uma estrutura de atracação de embarcações e de passeio turístico. Foi construído em 1994  ao lado do Tambaú Hotel, na divisa com a Praia de Manaíra. Em dezembro de 2007, os dois primeiros vãos da estrutura ruíram devido à força dos ventos e das ondas do mar.
O píer foi construído com concreto armado e adentrava 100 metros ao mar. Possuía 3 metros de largura sobre três estacas circulares em cada bloco de coroamento, sendo duas laterais inclinadas e uma central na posição vertical, cravadas a 4 metros de profundidade do leito oceânico.
Em 1 de novembro de 2007, dois meses antes de uma de suas partes ruírem, o píer foi interditado para manutenção de sua infraestrutura. Com o colapso da estrutura e a comprovação de que se tornaria inviável a sua recuperação, optou-se pela sua completa demolição em 2009. No entanto, parte dos seus destroços ainda permaneceram na praia, sendo retirados meses seguintes após a demolição.
| Oceano Atlântico                               |                                |                                                   |
| precedida por: Praia de Manaíra ( João Pessoa) | Praia de Tambaú ( João Pessoa) | sucedida por: Praia do Cabo Branco ( João Pessoa) |

## Transportes e comunicação
As TVs por assinatura existentes na praia e no bairro homônimo são: Sky, Net, Claro TV (antiga Via Embratel), Oi TV e Vivo TV. As linhas de ônibus radiais que trafegam no bairro são a 510-Tambaú/Praia/Val Paraíso, 511-Tambaú/Ruy Carneiro/Hiper Bompreço e a 513-Tambaú/Bessa/Epitácio Pessoa (pertencentes à Reunidas, assim como as linhas circulares 5600-Mangabeira/Josefa Taveira/Manaíra Shopping, 5603-Mangabeira VII e a 5605-Mangabeira/José Américo/Alfredo F. Rocha)